# Сова (фильм, 1924)
Сова (азерб. Bayquş) — советская немая драма 1924 года производства киностудии АФКИ.

## Синопсис
Сюжетом фильма послужила классовая борьба между различными социальными слоями в деревне, жадность некоторых священнослужителей и обманчивой общины в СССР
.

## Создатели фильма

### В ролях
- Аббас Мирза Шарифзаде — Хан
- Агарза Кулиев — Али
- Мовсун Санани
- Александр Маковский

### Административная группа
- оригинальный текст: Лео Мур
- оператор-постановщик: Владимир Лемке
- режиссёр-постановщик: Георгий Кравченко